# Aksiomska shema
Aksiomska shema, vrsta sheme. To je formula koja sadrži varijable metajezika i postaje aksiomom kada joj se varijable instanciraju s ispravno sastavljenim formulama u formalnom jeziku.
Da bismo izbjegli da dospijemo u govorenje o svim svojstvima, aksiom iskazujemo kao aksiomsku shemu. U protivnom nas to vodi izvan granica logike prvoga reda i što zahtijeva teoriju svojstava. Sve rečenice koje imaju oblik aksiomske sheme su aksiomi. Ima ih beskonačno mnogo.